# Prostějovičky
Prostějovičky – gmina w Czechach, w powiecie Prościejów, w kraju ołomunieckim. Według danych z dnia 1 stycznia 2012 liczyła 280 mieszkańców.